# Alfred Grosche
Alfred Grosche (* 20. Januar 1950 in Winterberg) ist ein ehemaliger deutscher Skispringer.
Grosche, der für den Skiklub Winterberg startete, sprang zwischen 1969 und 1977 bei der Vierschanzentournee. Zudem wurde er 1969, 1975 und 1977 Deutscher Meister von der 70-Meter-Schanze sowie 1974, 1975 und 1977 auch Deutscher Meister von der 90-Meter-Schanze.
Bei den Olympischen Winterspielen 1972 in Sapporo erreichte er von der Normalschanze den 47. Platz und von der Großschanze den 52. Platz. Vier Jahre später bei den Olympischen Winterspielen 1976 in Innsbruck sprang er von der Normalschanze auf den 10. und von der Großschanze auf den 16. Platz.
Sein bestes Resultat bei der Vierschanzentournee erreichte er 1973/74, als er nach einem 7. Platz in Oberstdorf und einem achten Platz in Garmisch-Partenkirchen den siebenten Platz in der Gesamtwertung belegte.
Er nahm 1970 in Vysoké Tatry (Hohe Tatra) und 1974 in Falun an den Nordischen Skiweltmeisterschaften teil. In Falun belegte er Platz 23. 1973 in Oberstdorf und 1975 am Kulm nahm er an den Skiflugweltmeisterschaften teil, wo er am Kulm den 12. Platz errang. 1975 gewann er in Thunder Bay Canada und in Falun ein Internationales Skispringen; an den gleichen Orten rangierte er sich jeweils bei den zweiten Springen auf Platz zwei ein. Im gleichen Jahr belegte er am Holmenkollen den 3. Rang. Auch gewann Alfred Grosche 22. Februar 1975 den Kongsberg-Pokal in Norwegen und zwei Tage vorher belegte er den zweiten Platz an gleicher Stelle. Der Pokal wurde von 1947 bis 2002 in Kongsberg ausgetragen. Im Winter 1975 hatte Alfred Grosche mit sieben Podestplätzen das beste Jahr seiner Laufbahn.
Heute ist er Bundesstützpunkttrainer für den Nachwuchs in Winterberg.